# Banga, Aklan
Banga là một đô thị hạng 4 ở tỉnh Aklan, Philippines. Theo điều tra dân số năm 2015, đô thị này có dân số 39.505 người trong. Thị xã này có Aklan State University. 

## Các khu phố (barangay)
Banga được chia thành 30 khu phố (barangay).
| - Agbanawan - Bacan - Badiangan - Cerrudo - Cupang - Daguitan - Daja Norte - Daja Sur - Dingle - Jumarap | - Lapnag - Libas - Linabuan Sur - Mambog - Mangan - Muguing - Pagsanghan - Palale - Poblacion - Polo | - Polocate - San Isidro - Sibalew - Sigcay - Taba-ao - Tabayon - Tinapuay - Torralba - Ugsod - Venturanza |